# Erebus Montes
Gli Erebus Montes sono una formazione geologica della superficie di Marte.
Prendono il nome dall'Erebo, la personificazione delle tenebre infernali nella mitologia greca.